# Carl Vilhelm Lange (overauditør)
 Der er flere personer med dette navn, se Carl Vilhelm Lange (generaldirektør).
Carl Vilhelm Lange (25. marts 1801 i Frederikssund – 10. marts 1869 i København) var en dansk overauditør og politiker.
Han var søn af farver Jørgen Lange, blev student fra Frederiksborg lærde Skole 1819, juridisk kandidat 1825, auditør i Armeen 1829, overauditør 1835, tillige auditør og regnskabsfører ved Garden fra 1842, konstitueret chef for 1. udskrivningsdistrikt 1854 samt generalintendant for Civillisten fra 1863.
Ved folketingsvalget i 1858 blev Lange opstillet som modkandidat til Alfred Hage i Københavns 2. kreds, og Lange vandt over Hage med blot én stemmes overvægt og sad i Folketinget fra 14. juni 1858. 14. juni 1861 trak Lange sig, og professor C.J.H. Kayser erstattede ham. 1859-60 var C.V. Lange medlem af Udvalget om værnepligten. Lange var konservativ.
Lange blev justitsråd 1854, generalkrigskommissær 1857, Ridder af Dannebrog 1846, Dannebrogsmand 1864 og Kommandør 1867.
Carl Vilhelm Lange blev i 1830 gift med Antoinette Frederikke de Pontavice (1807-1895), officielt datter af Réne Francois de Pontavice og Jeanette Charlotte Marianne, født Roisin. I virkeligheden var bruden et resultat af kong Frederik 6.s besøg i Hamborg/Altona i 1806. Mor og børn kom senere til København og kongen betalte for Antoinettes uddannelse.